# Troglosiro raveni
Troglosiro raveni is een hooiwagen uit de familie Troglosironidae.